# هفتمین دوره جوایز فیلم آسترا
هفتمین دوره جوایز فیلم آسترا (انگلیسی: 7th Astra Film Awards)، ارائه شده توسط انجمن منتقدان هالیوود، در تاریخ ۶ ژانویه ۲۰۲۴ در هتل میلنیوم بیلتمور در لس آنجلس برگزار شد. این دوره توسط محتوا. ۲۳ رسانه، استودیو دیگا و وکس پروداکشن تولید شد. نامزدها به صورت زنده در کانال رسمی یوتیوب در ۷ دسامبر ۲۰۲۳ اعلام شد.